# Friedemann Leinert
Friedemann M. Leinert (* um 1950) ist ein deutscher Hörfunkmoderator, Fusionmusiker (Flöte, Komposition) und Musikproduzent. Als Musiker arbeitet er unter dem Pseudonym Lenny Mac Dowell.

## Leben und Wirken
Leinert, Sohn des Komponisten Friedrich Leinert, studierte nach dem Besuch der Odenwaldschule klassische Flöte und Komposition an den Musikhochschulen Hannover, Freiburg und Siena. 
Leinert trat Mitte der 1970er Jahre gelegentlich als Flötist mit den Krautrock-Bands Hoelderlin und Birth Control (Plastic People 1975) auf. Von 1977 bis 1979 moderierte er für SWF 3 die Sendung Pop Shop. Zwischen 1979 und 1994 war er bei SDR3 als Moderator und Redakteur tätig; dort entwickelte er auch Sendeformate wie zum Beispiel den SDR3-Treff.
Seit 1978 veröffentlichte Leinert daneben als Lenny Mac Dowell Alben wie Flute Power und arbeitete mit Musikern wie Pete York und Wolfgang Schmid. Sein Musikverlag heißt Blue Flame Records. Er schuf auch Filmmusiken und lebt auf Ibiza und in Stuttgart.

## Diskographische Hinweise
- Flute Power (Harvest, EMI Electrola 1978)
- Flexible (Harvest, EMI Electrola 1979)
- Airplay (Spiegelei 1980)
- Bird Watching (Ohrwurm 1982)
- Flying Torso (Ohrwurm 1982)
- Pete York / Lenny Mac Dowell / Wolfhound Wolfgang Schmid: Wireless (Jeton 1984)
- Balance of Power (Biber 1984)
- BirdLive Tapes (EMI, Electrola 1984)
- Magic Flute (Jeton 1985)
- The Farthest Shore (Biber Records 1986)
- Radioactivity (Blue Flame 1988)
- Lenny MacDowell & Lothar Krell: Echnaton's Return (Blue Flame 1993)
- Christoph Spendel, Lenny MacDowell: Christmas Morning: An Instrumental Christmas Collection (Blue Flame 1996)
- Flute & Rhyme (Blue Flame 1997)
- Launch Control (Black Flame 2003)
- Get Ready (Blue Flame 2009)

## Hörspiel
- 1977: Wolfgang Sieg: St. Franziskus sien Kinner. Niederdeutsches Hörspiel. Regie: Michael Leinert, Komposition: Friedemann Leinert (Original-Hörspiel, Mundarthörspiel – RB/NDR).[6]